# Dolnoplošník

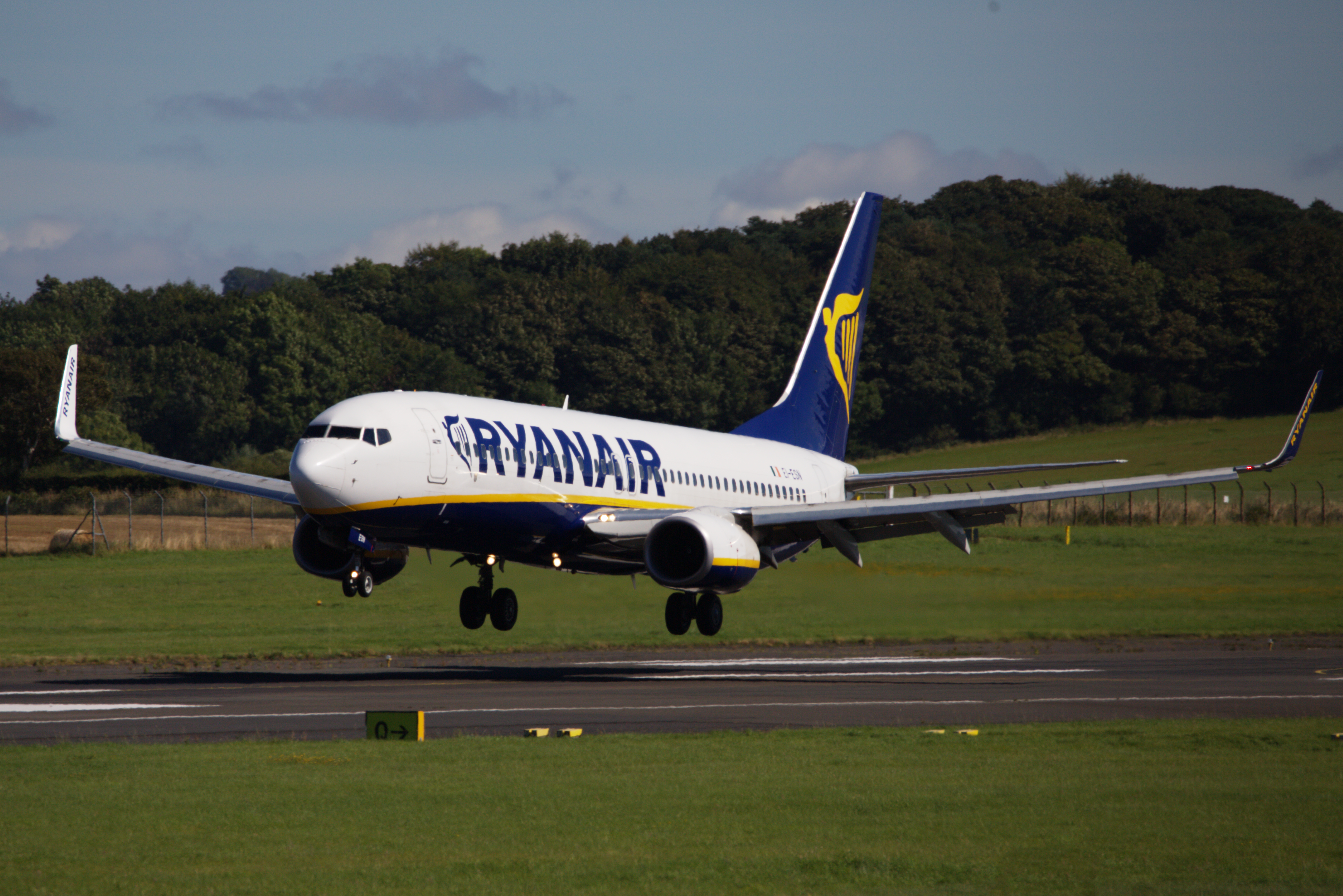
Dolnoplošník Boeing 737-800 společnosti Ryanair

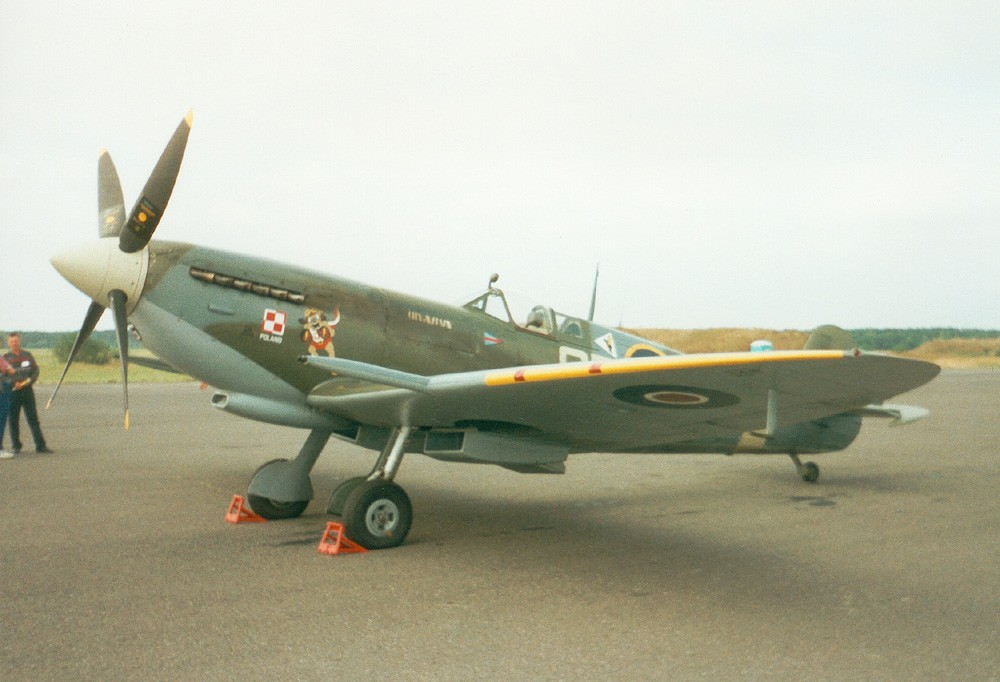
Dolnoplošník Spitfire

Dolnoplošník je označení pro typ jednoplošného letounu, který má křídlo uloženo na spodní straně trupu, dnes jde o nejrozšířenější typ letounu. Při startu a přistávání u dolnoplošníku dochází k tzv. interakci – vzájemnému ovlivňování země a křídla. Konstrukce s křídlem pod trupem nedovoluje v blízkosti země provádět manévry s většími náklony, což je nevýhoda například při přistávání s bočním větrem.
Výhody dolnoplošníků: Nízko položené křídlo u letadel s motorem v trupu umožňuje použít nízký a lehký podvozek o dostatečném rozchodu, zakotvený do křídla; u letadel s motory na křídle není tato výhoda tak výrazná. Podvozek zde bývá vyšší. Podvozek o věrším rozchodu kol, zatahovatelný směrem ke trupu, zajišťuje dobrou stabilitu při pojíždění po letišti, při vzletu i přistání. Podvozek zatahovatelný směrem od trupu ke koncúm křdla bývá naopak méně stabilní. Toto uspořádaní má své jisté důvody. Podvozek musí také zajistit bezpečnou vzdálenost disku vrtule od země, aby nedošlo ke kontaktu s letištní plochou. U malých letadel středoplošné uspořádání usnadňuje nastupování a vystupování z letounu.
Zvyšuje se bezpečnost při nouzových přistáních. Při přistání na břicho do nevhodného terénu spotřebovává dolní křídlo při své destrukci značné množství deformační energie a tím významně snižuje deceleraci a síly působící na osádku. zvyšuje bezpečnost při havarijním kontaktu se zemí. Hmota křídla, která je významnou častí celé hmotnosti letadla je umístěna pod osádkou (cestujícími) a při případné havarii neohrožuje osoby v letadle.
Dolnoplošník dovoluje dobrý výhled při kroužení, křídlo v náklonu nezakrývá prostor, kolem něhož letoun krouží. 
Mezi nevýhody dolnoplošníku patří: Těžiště letounu je výše, než je jeho aerodynamický střed, což je nevýhodné jak pro podélnou, tak i pro stranovou  stabilitu. Tuto stabilitu je nutné zajistit aerodynamickými prvky (vzepětí křídla, úhel nastavení VOP). Letoun má při přetažení sklon jít do pádu a překlopit se. 
Prostor nad horním povrchem křídla je narušen přítomností trupu, případně motorových gondol. To má negativní vliv na rozložení vztlaku po křídle i na aerodynamické vlastnosti celého letounu.
Dolní křídlo je málo vhodné, co se týká interferenčního odporu, který vzniká prolnutím mezních vrstev na křídle a na trupu u kořene křídla. Tento odpor je u dolnoplošníku nejvyšší. Pro jeho snížení je nutné zakrýt kouty mezi křídlem a trupem tvarovými přechodovými kryty. 
Nízko položené křídlo způsobuje tendenci letadla při přistání dlouho "plavat "bezprostředně před dosednutím. Prodlužuje se délka přistání. Blízkost země pod křídlem snížuje jeho indukovaný odpor. Omezit tento negativní jev je možné takovou vztlakovou mechanizací křídla, která při plné výchylce - v poloze pro přistaní - kromě vztlaku významně zvyšuje i odpor letounu. 
Dole umístěné křídlo v horizontálním letu omezuje výhled z kabiny nad křídlem do prostoru pod letadlo.